# ضاحية باراماريبو

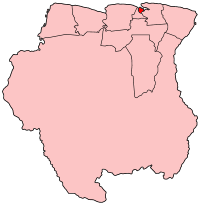
خريطة سورينام تبين موقع ضاحية باراماريبو

ضاحية باراماريبو هي اٍحدى ضواحي سورينام، تضم مدينة باراماريبو والمنطقة المحيطة بها.
يقدر عدد سكان الضاحية ب 213.840 نسمة وتبلغ مساحتها 183 كم2.

تم تعمير الضاحية لأول مرة من قبل البريطانيين في خلال القرن السابع عشر ببناء قاعدة قلعة يلوغبي. هذه القلعة أخذت في وقت لاحق من قبل الهولنديين وسموها قلعة زيلانديا. الضاحية كانت (ومدينة باراماريبو) متقاسمة بين السيطرة الهولندية والبريطانية حتى معاهدة بريدا في نهاية الحرب الانجليزية الهولندية الثانية، تخلى الاٍنجليز عن كل سورينام لهولندا.

## منتجعات ضاحية باراماريبو

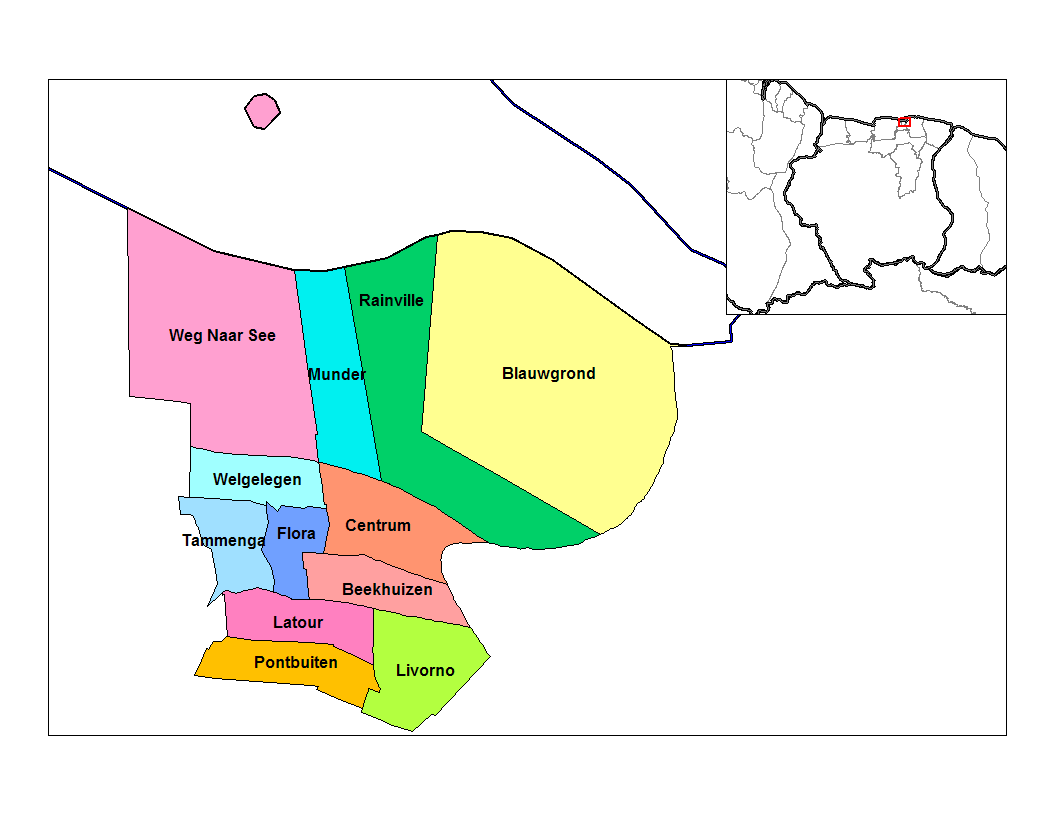
منتجعات ضاحية باراماريبو

تضم الضاحية 14 منتجعا هي:
- بيخويزن
- بلوغروند
- سونتروم
- فلورا
- لاتور
- ليفورنو
- موندر
- بونتبويتن
- راينفيل
- تامونغا
- ويغنارزي
- ويلجيليجن
- زورغ أون هوب
- ماريترات